# The Wanderer
| Оценки критиков | Оценки критиков |
| Источник        | Оценка          |
| --------------- | --------------- |
| AllMusic        | Без оценки      |

«The Wanderer» — песня американского певца Диона. Он выпустил её как сингл в ноябре 1961 год на лейбле Laurie Records.
В 2004 году журнал Rolling Stone поместил песню «The Wanderer» в исполнении Диона на 239 место своего списка «500 величайших песен всех времён». В списке 2011 года песня находится на 243 месте.
В 2017 году оригинальный сингл Диона с этой песней (1961 год, Laurie Records) был принят в Зал славы премии «Грэмми».

## Чарты

### Версия Диона
| Чарт (1961)             | Наив. поз. |
| ----------------------- | ---------- |
| США (Billboard Hot 100) | 2          |

### Версия Эдди Рэббитта
| Чарт (1988)                         | Наив. поз. |
| ----------------------------------- | ---------- |
| США (Billboard Hot Country Singles) | 1          |
| Канада (RPM Country Tracks)         | 1          |